# Winrich von Kniprode (Bischof)

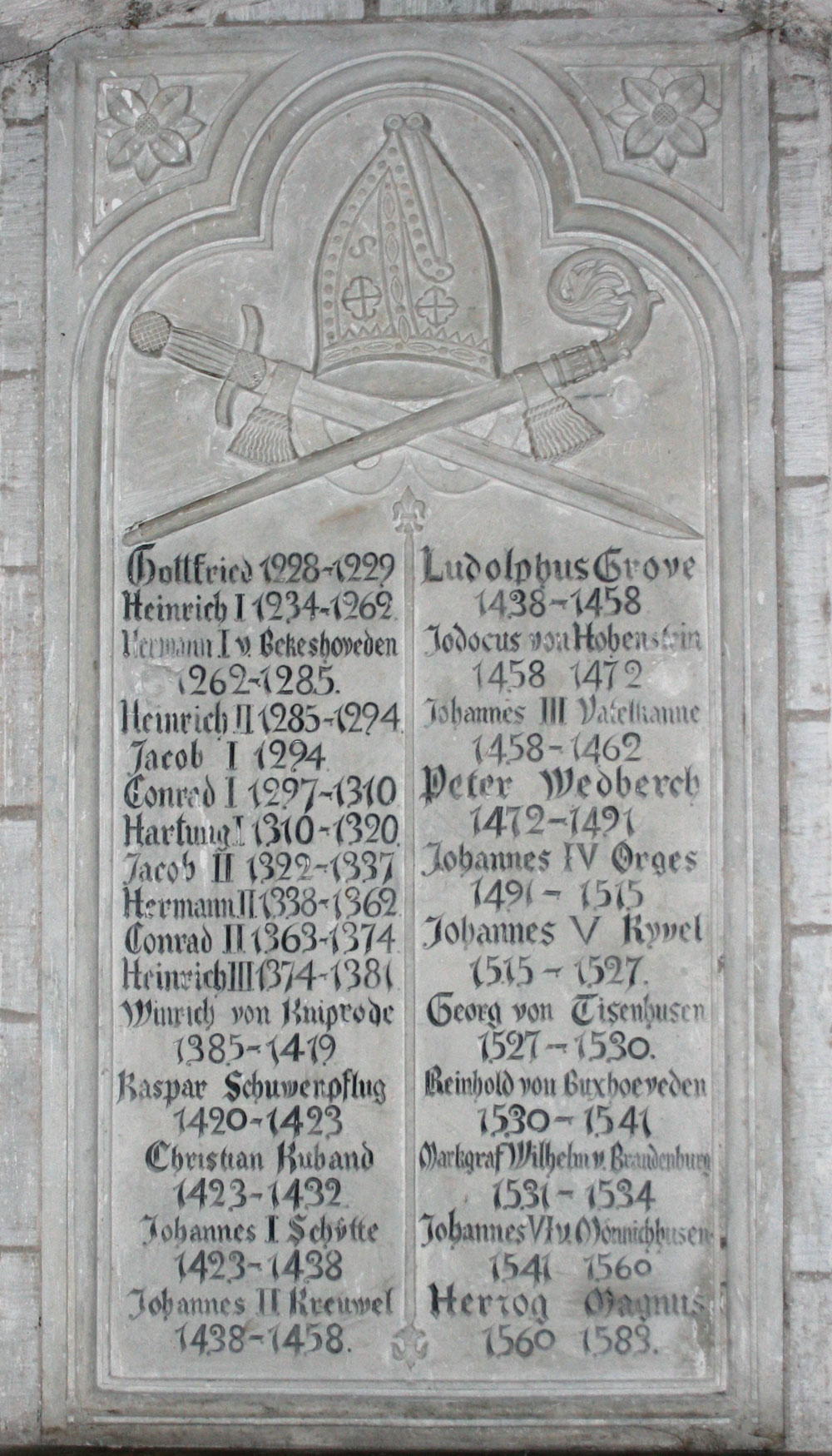
Bischofsliste in der Bischofsburg Kuressaare

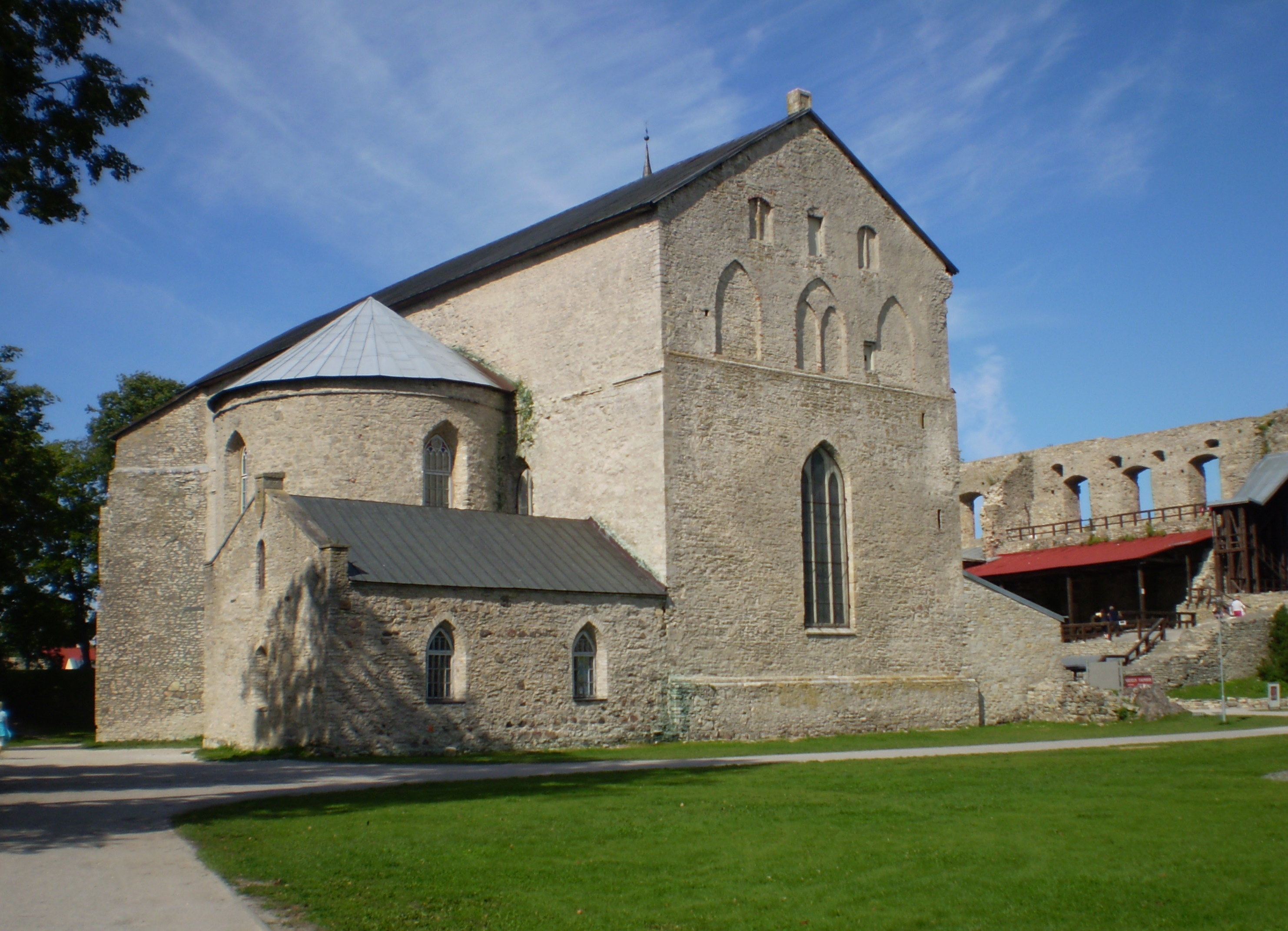
Burgschloss der Bischöfe von Ösel-Wiek

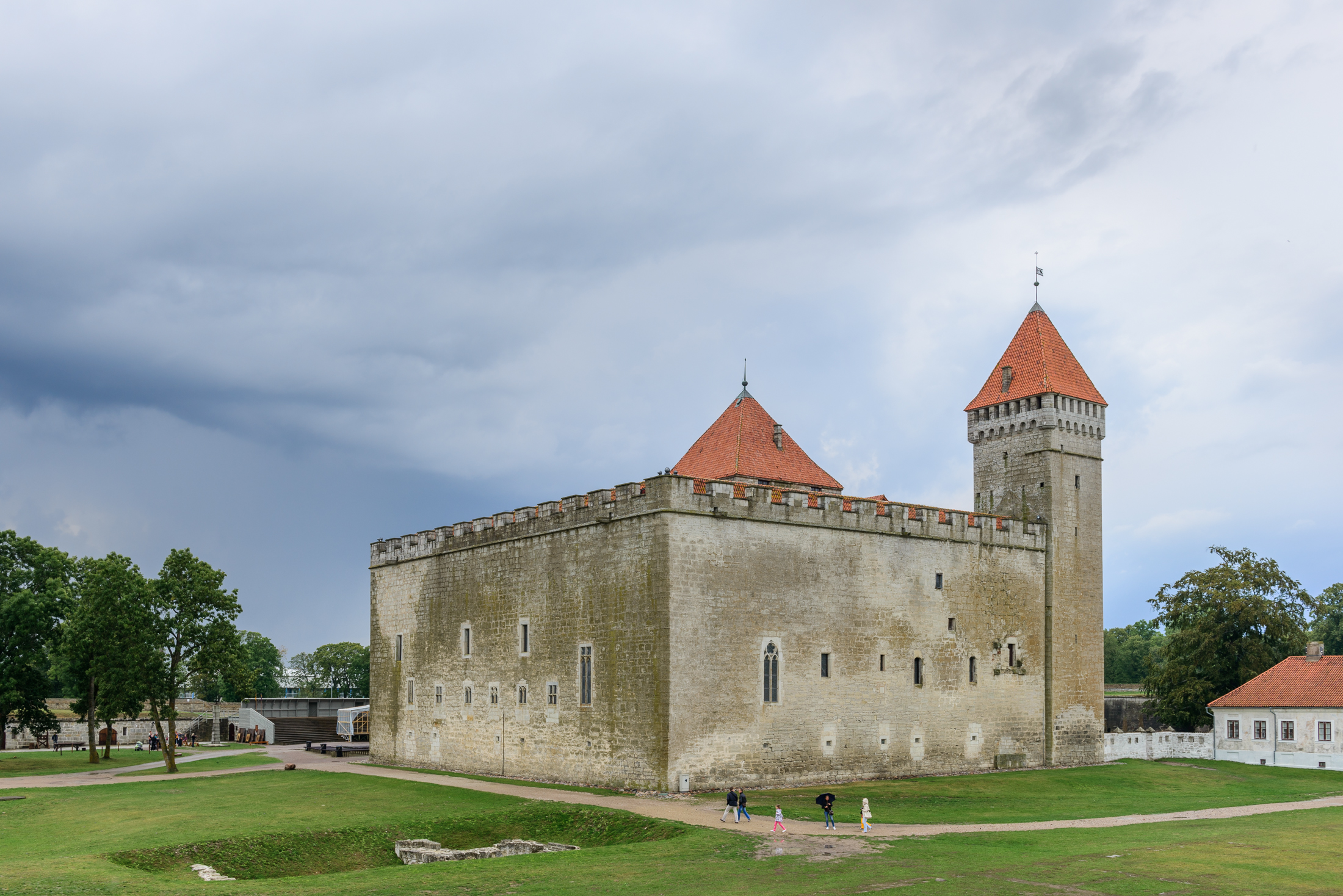
Bischofsburg in Arensburg

Winrich von Kniprode, auch Heinrich von Kniprode oder Heinrich IV., (* wohl in Mainz; † 5. November 1419 in Arensburg) war Bischof von Ösel-Wieck.

## Herkunft und Familie
Winrich entstammte einem niederrheinischen Rittergeschlecht, das seinen Namen dem Stammgut Kniprath, einem vormaligen Ortsteil von Monheim am Rhein entlehnt. Seine Eltern waren Wilhelm von Kniprode und Margarete von Uexküll. Der gleichnamige Hochmeister des Deutschen Ordens Winrich von Kniprode († 1382) war sein Onkel, der bergische Landdrost Johann Quadt von Buschfeld († nach 1452) war sein Schwager und er stand ebenfalls in einem nahen Verwandtschaftsverhältnis zu Wilhelm von Fahrensbach († vor 1443), dem Vogt von Arensburg.

## Werdegang und Wirken
Kniprode ist zuerst in einer Supplik seines Onkels vom 31. Januar 1363 bezeugt, worin dieser Urban V. bittet, ihn für eine Pfründe in Lüttich vorzusehen, da eine von Innozenz VI. gewährte Provision nicht ausgeführt worden sei. Im Jahr 1372 ist er in Preußen bezeugt, als Mainzer und Lütticher Kanoniker, als der er 1374 zum Prokurator der deutschen Nation in Bologna gewählt wurde. Er studierte seit 1376 mit Unterbrechungen, bedingt durch das abendländische Schisma, kanonisches Recht in Orléans und Bologna und erwarb schließlich den Doktorgrad. Im Zeitraum 1378 bis 1379 war er als Bischof von Samland vorgesehen. Nachdem er bereits 1383 Provisor der Kirche von Ösel war, wurde er 1385 in Königsberg zum Bischof von Ösel-Wiek geweiht.
Der von Hermann Buxhoeveden begonnene Bau der Bischofsburg in Arensburg fand unter Kniprode im Wesentlichen seinen Abschluss.